# Международна математическа олимпиада
Международната олимпиада по математика (IMO) е ежегодно състезание по математика за ученици от средните училища. Тя е една от международните научни олимпиади. Състезанието се провежда ежегодно от 1959 г. насам (с изключение на 1980 г.), с ротиращи се страни домакини. Ежегодно участват над 100 държави от цял свят, в отбори от по шестима ученици участници и двама ръководители.
Подборът и класирането на националните отбори се определя на различен принцип от всяка държава.
Първото издание на олимпиадата се провежда от 21 до 31 юли 1959 г. в град Брашов, Румъния. По неин пример се създат Международната олимпиада по физика, Международната олимпиада по химия и Международната олимпиада по информатика и се поставя началото на модерните състезания по природни науки за гимназисти.
Днес МОМ е най-голямото и старо състезание не само по математика, но и по природни науки.

## История на Международната олимпиада по математика
Първата международна олимпиада по математика (МОМ) се провежда през 1959 г. в Румъния. В нея участват седем европейски страни, включително България. Тогава се определят правилата за участие и общата организация. Вземат се решения относно провеждането на олимпиадите, числеността на отборите, подборът на конкурсните задачи, оценяването, наградите, журирането.
Идеята за организирането на МОМ принадлежи на IV Конгрес на румънските математици, на който взимат участие България, Германската демократическа република, Полша, Румъния, Съветският съюз, Унгария и Чехословакия.
Първата държава извън Източна Европа, която се присъединява в надпреварата, е Монголия, през 1964 г. Още на следващата година, 1965 г., Финландия също изпраща свои представители, а през 1967 г. броят на участващите държави вече е 13. Няколко години по-късно МОМ участието „излиза“ извън Европа, когато през 1971 г. на XIII олимпиада участва Куба. Първата страна от Югоизточна Азия, която изпраща своите най-добри математици, е Виетнам през 1974 г., а първата африканска страна – Алжир през 1977 г. Две години по-късно присъстват и представители на Южна Америка в лицето на Бразилия, също така дебютира и Австралия.

## Провеждане и организация
Олимпиадите се провеждат всяка година през м. юли в някоя от страните участнички, в два състезателни дни, като всеки е с продължителност четири часа и с три задачи.
МОМ се ръководи от Международно жури, което се състои от един от двамата научни ръководители на държавите участнички, както и от и председател, представляващ страната домакин. Страната домакин поема всички разходи, свързани с провеждането на олимпиадата, а държавите участнички поемат разходите за пътуването на делегациите си.
Класирането е индивидуално. На всяка олимпиада международното жури определя критериите и минималния брой точки, за които се присъждат I, II и III награди (днес: златен, сребърен и бронзов медали). В зависимост от резултатите, журито има право да присъжда и специални награди (например за оригинално решение), да дава грамоти и материални награди.
През първите десетилетия броят на участниците в националните отбори е 8 души, не по-възрастни от 19 години. Делегациите се състоят от тях и от двама ръководителя. В състезанието са давани шест задачи с общ брой възможни точки – 40.
От 1983 г. насам броят на учениците в един отбор е намален на шестима, а година по-рано експериментално се провежда издание с отбори от по четирима души.

## Домакинства на България
Град София посреща участниците и гостите на VIII Международна олимпиада по математика през 1966 г. Състезанието се провежда на 5 и 6 юли 1966 г. в Софийския университет "Св. Климент Охридски". Участват отборите на 9 страни с отбори от 8 участници – България, ГДР, Монголия, Полша, Румъния, СССР, Унгария, Чехословакия и Югославия.
България отново е домакин през 1975 г., по време на XVII Международна олимпиада по математика в град Бургас. Състезанието се провежда на 8 и 9 юли 1975 г. в у-ще Петър Берон, Бургас.
Участват 17 държави – Австрия, Англия, България, Виетнам, ГДР, Гърция, Монголия, Полша, Румъния, СССР, САЩ, Унгария, Франция, Холандия, Чехословакия, Швеция и Югославия. Всяка страна се представя с отбор от 8 участници, с изключение на Виетнам, със 7 участници.

## Резултати на българските участници
България участва на Международната олимпиада по математика ежегодно от самото ѝ създаване насам. От 1959 г. до 2020 г. Националните отбори са спечелили 54 златни, 120 сребърни и 112 бронзови медала, както и 13 почетни грамоти.